# Tornos
Tornos község Spanyolországban, Teruel tartományban. Tornos Bello, Berrueco, Castejón de Tornos, Burbáguena, Calamocha és Torralba de los Sisones községekkel határos. Lakosainak száma 182 fő (2024).

## Nevezetességek
Tornos egyike annak a hat községnek, amelyek területén osztozik Nyugat-Európa egyik legjelentősebb sóstava, a Gallocantai-tó.

## Népesség
A település népessége az utóbbi években az alábbiak szerint változott:
| Lakosok száma | 245  | 239  | 250  | 234  | 231  | 231  | 222  | 206  | 196  | 182  |
|               | 2001 | 2004 | 2007 | 2009 | 2012 | 2014 | 2017 | 2019 | 2022 | 2024 |